# Ara Ditis Patris et Proserpinae
De  Ara Ditis Patris et Proserpinae (Nederlands: Altaar van Dis Pater en Proserpina) was een heiligdom ter ere van Dis Pater, een vroege Romeinse god van de onderwereld, in het Oude Rome.
Volgens de oude legende werd het ronde marmeren altaar op miraculeuze wijze gevonden door dienaren van de Sabijn Valesius. Zijn kinderen waren getroffen door de pest en hij had van een orakel instructies ontvangen om naar geneeskrachtig water te graven in de Tarentum, de westelijke hoek van het Marsveld. Bij het graven troffen zij op 20 Romeinse voet (6,09 meter) diepte het altaar aan. Valesius hield een drie dagen durend festival ter ere van Dis Pater en begroef het altaar daarna weer. 
Het festival werd nadien vaker gehouden en kreeg de naam Ludi Tarentini, of later Ludi Saeculares. Mogelijk werd het altaar voorafgaand aan de festiviteiten opgegraven en na afloop weer begraven.
Naast Dis Pater werd het altaar ook gewijd aan Proserpina. Zij was in de Romeinse mythologie de vrouw van Pluto, god van de onderwereld.
In 1886 en 1887 werden bij de Corso Vittorio Emanuele op vijf meter onder grond de resten van het altaar opgegraven. Twee grote blokken marmer rustend op een voetstuk, drie treden waardoor het heiligdom betreden werd en een tufstenen muur werden teruggevonden. Het altaar bleek een oppervlakte van 3,4 vierkante meter te hebben. In een middeleeuwse muur vlak bij de opgraving werden grote marmeren platen gevonden met inscripties die de viering van de Ludi Saeculares vermeldden in 17 v.Chr. en 204 n. Chr. De restanten van het altaar zijn tegenwoordig bovengronds niet meer te zien.

## Referentie
- S.B. Platner, A topographical dictionary of ancient Rome, London 1929. Art. Ara Ditis Patris et Proserpinae